# VII Mistrzostwa Świata w Lataniu Rajdowym
VII Mistrzostwa Świata w Lataniu Rajdowym – zawody lotnicze, organizowane w dniach 17-22 listopada 1991 w Stellenbosch w Południowej Afryce, z ramienia Międzynarodowej Federacji Lotniczej (FAI). Pierwsze trzy miejsce indywidualnie i pierwsze zespołowo zajęli w nich piloci polscy.

## Uczestnicy
W Mistrzostwach sklasyfikowano 50 załóg z 14 krajów. Udział brały ekipy z Austrii (6 - jedna rezerwowa), RPA (5), Wielkiej Brytanii (5), Niemiec (5), Włoch (5), Chile (5), Brazylii (4), Hiszpanii (3), Czechosłowacji (2), Zimbabwe (2), Polski (5), Węgier (1), Francji (1), Irlandii (1).

## Przebieg
W skład poszczególnych konkurencji wchodziły próby wykonywania obliczeń nawigacyjnych, regularności lotu na trasie, próby rozpoznania lotniczego i próby lądowania. Za błędy przyznawano punkty karne.
Najlepsze wyniki pierwszej konkurencji:
1. Janusz Darocha / Zbigniew Chrząszcz  Polska - 214 pkt
2. Wacław Nycz / Dariusz Lewek  Polska - 358 pkt
3. Włodzimierz Skalik / Ryszard Michalski  Polska - 431 pkt
4. James Craven / Jake Heese  RPA - 520 pkt
5. Marek Kachaniak / Andrzej Figiel  Polska - 533 pkt

Najlepsze wyniki drugiej konkurencji:
1. Krzysztof Wieczorek / Marian Wieczorek   Polska - 345 pkt
2. Janusz Darocha / Zbigniew Chrząszcz  Polska - 377 pkt
3. Włodzimierz Skalik / Ryszard Michalski  Polska - 380 pkt
4. Wacław Nycz / Dariusz Lewek  Polska - 491 pkt
5. Marek Kachaniak / Andrzej Figiel  Polska - 539 pkt

Najlepsze wyniki trzeciej konkurencji:
1. Krzysztof Wieczorek / Marian Wieczorek   Polska - 104 pkt
2. Włodzimierz Skalik / Ryszard Michalski  Polska - 127 pkt
3. Janusz Darocha / Zbigniew Chrząszcz  Polska - 336 pkt
4. Riaan van Niekerk / Hannes Roets  RPA - 453 pkt
5. Helmut Bader / Gerhard Spreng  Niemcy - 509 pkt

## Wyniki

### Indywidualnie
| #   | Pilot / nawigator                      | Państwo         |                   | Punkty karne za 1 / 2 / 3 konkurencję = ogółem | Punkty karne za 1 / 2 / 3 konkurencję = ogółem |
| 1.  | Janusz Darocha / Zbigniew Chrząszcz    | Polska          | Cessna 172 (?)    | 214 + 377 + 336 =                              | 927                                            |
| 2.  | Włodzimierz Skalik / Ryszard Michalski | Polska          | PZL-104 Wilga     | 431 + 380 + 127 =                              | 938                                            |
| 3.  | Krzysztof Wieczorek / Marian Wieczorek | Polska          | PZL-104 Wilga     | 552 + 345 + 104 =                              | 1001                                           |
| 4.  | Wacław Nycz / Dariusz Lewek            | Polska          | PZL-104 Wilga     | 358 + 491 + 805 =                              | 1654                                           |
| 5.  | Riaan van Niekerk / Hannes Roets       | RPA             | PZL-104 Wilga (?) | 677 + 558 + 453 =                              | 1688                                           |
| 6.  | Chris Barnes / Michael Pepper          | Wielka Brytania | ?                 | 565 + 620 + 582 =                              | 1767                                           |
| 7.  | Helmut Bader / Gerhard Spreng          | Niemcy          | ?                 | 591 + 776 + 509 =                              | 1876                                           |
| 8.  | James Craven / Jake Heese              | RPA             | ?                 | 520 + 726 + 794 =                              | 2040                                           |
| 9.  | Howard Cox / Adrian Pilling            | Wielka Brytania | ?                 | 823 + 853 + 545 =                              | 2221                                           |
| 10. | Marek Kachaniak / Andrzej Figiel       | Polska          | PZL-104 Wilga (?) | 533 + 539 + 1216 =                             | 2288                                           |

Uwaga: dane odnośnie do samolotów pierwszych czterech zawodników według strony FAI

### Zespołowo
(liczba punktów - brano pod uwagę dwóch najlepszych zawodników):
1. Polska - 1865
2. Południowa Afryka - 3728
3. Wielka Brytania - 3988
4. RFN - 4704
5. Austria - 7444
6. Brazylia - 10127